# A. Lanternier & Co. Limoges
 (juin 2018).
A. Lanternier & Co. Limoges est l'une des plus célèbres marques de porcelaine de collection de luxe, fondée en 1857 par Alfred Lanternier à Limoges.

## Musées
- "Collection de porcelaine de Limoges A. Lanternier", Musée national Adrien Dubouché, Limoges, França

## Histoire
En 1857, François Frédéric Lanternier ouvre un atelier de porcelaine de luxe à Limoges pour les familles nobles. Vers 1885, en association avec Breuil, il reprit l'ancienne usine de Chabrol et commença à produire de la porcelaine qui n'était en principe que décorée artistiquement à la main dans son atelier employant 34 artistes soigneusement sélectionnés en 1870. L'entreprise réalisa de nombreuses activités exporter avec la porcelaine haut de gamme à la table comme la ligne de produits principale. En 1890, le fils de Frederic, Alfred Lanternier, qui avait travaillé en Angleterre en tant que représentant pour les porcelaines anglaises Wedgwood, l'a rejoint et le nom de l'entreprise a été changé pour A. Lanternier & Co. À cette époque, j'ai acheté une autre usine à Limoges. Pendant la Première Guerre mondiale, des poupées de haute qualité ont également été produites. À partir de 1918, l'usine produit de la porcelaine pour la noblesse (thé, café et dîner). En 1925, A. Lanternier présente plusieurs pièces à l'Exposition internationale des Arts décoratifs et industriels modernes à Paris et reçoit le «Grand Prix» du jury. La porcelaine du studio de design Pomone (grand magasin Le Bon Marché) et La Mestrado, le studio de design du célèbre Galeries Lafayette à Paris, ont toujours été produites par Lanternier. Ils ont également participé à l'exposition "Exposition coloniale internationale" de Paris en 1931. La société a ensuite fusionné avec la porcelaine GDA France de Gérard, Dufraisseix, Abbot à Limoges à la fin des années 1960, qui est ensuite devenue Royal Limoges.

## Le style
Le style Art déco prend son essor avant la Première Guerre mondiale contre les volutes et formes organiques de l'Art nouveau. Il consiste initialement en un retour à la rigueur classique sur le modèle de la Sécession viennoise : symétrie, ordres classiques (souvent très stylisés), pierre de taille (sans aucun effet pittoresque). Le décor, encore très présent, n'a plus la liberté des années 1900 ; il est sévèrement encadré et son dessin s'inspire de la géométrisation cubiste.